# 海倫·寇蒂卡
海倫·瑪麗·寇蒂卡（英語：Helen Mary Caldicott，1938年8月7日—），生於澳洲墨爾本，澳大利亞籍醫師、反核運動推動者，曾建立數個反核運動團體，其中一個由她參與協助成立的國際醫生防止核戰聯盟（International Physicians for Prevention of Nuclear War）曾於1985年榮獲諾貝爾和平獎。。

## 生平
1961年，畢業於阿德莱德大学醫學院。1977年，進入波士頓兒童醫院工作，1977年至1978年間在哈佛大學醫學院教授小兒科。
在三哩島事件發生之後，她於1980年開始投入反核運動，希望提醒世人對於核軍備競賽以及日益依賴核能發電帶來的危機。